# Union Grove (Texas)
Union Grove é uma cidade localizada no estado norte-americano de Texas, no Condado de Upshur.

## Demografia
Segundo o censo norte-americano de 2000, a sua população era de 346 habitantes.
Em 2006, foi estimada uma população de 373, um aumento de 27 (7.8%).

## Geografia
De acordo com o United States Census Bureau tem uma área de
2,5 km², dos quais 2,5 km² cobertos por terra e 0,0 km² cobertos por água.

## Localidades na vizinhança
O diagrama seguinte representa as localidades num raio de 8 km ao redor de Union Grove.